# Filipinas nos Jogos Olímpicos de Verão de 2024
Filipinas competiram nos Jogos Olímpicos de Verão de 2024 realizados em Paris, na França, entre 26 de julho e 11 de agosto de 2024. Foi a 23.ª participação do país nos Jogos Olímpicos de Verão desde a estreia cem anos antes, em Paris 1924.
O país foi representado por 22 atletas, que competiram em nove esportes. Conquistou quatro medalhas, sendo duas de ouro, com Carlos Yulo no solo e no salto masculino da ginástica artística, e duas de bronze, ambas no boxe feminino, com Aira Villegas na categoria até 50 kg e Nesthy Petecio na categoria até 57 kg.

## Medalhas
| Atleta         | Esporte             | Evento             | Medalha |
| -------------- | ------------------- | ------------------ | ------- |
| Carlos Yulo    | Ginástica artística | Solo masculino     | Ouro    |
| Carlos Yulo    | Ginástica artística | Salto masculino    | Ouro    |
| Aira Villegas  | Boxe                | Até 50 kg feminino | Bronze  |
| Nesthy Petecio | Boxe                | Até 57 kg feminino | Bronze  |

## Competidores
Esta foi a participação por modalidade nesta edição:
| Esporte        | Masculino | Feminino | Total |
| -------------- | --------- | -------- | ----- |
| Atletismo      | 2         | 1        | 3     |
| Boxe           | 2         | 3        | 5     |
| Esgrima        | 0         | 1        | 1     |
| Ginástica      | 1         | 3        | 4     |
| Golfe          | 0         | 2        | 2     |
| Halterofilismo | 1         | 2        | 3     |
| Judô           | 0         | 1        | 1     |
| Natação        | 1         | 1        | 2     |
| Remo           | 0         | 1        | 1     |
| Total          | 7         | 15       | 22    |

## Desempenho

### Atletismo
- Q = Qualificado para a próxima fase
- q = Qualificado para a próxima fase como o perdedor mais rápido ou, em eventos de campo, pela posição sem atingir o alvo para qualificação
- N/A = Fase não aplicável para o evento
- Bye = Atleta não precisou disputar aquela fase

Masculino
Eventos de pista
| Atleta      | Evento              | Baterias | Baterias | Repescagem | Repescagem | Semifinal   | Semifinal   | Final       | Final       | Ref.  |
| Atleta      | Evento              | Tempo    | Pos.     | Tempo      | Pos.       | Tempo       | Pos.        | Tempo       | Pos.        | Ref.  |
| ----------- | ------------------- | -------- | -------- | ---------- | ---------- | ----------- | ----------- | ----------- | ----------- | ----- |
| John Cabang | 110 m com barreiras | 13.66    | 6        | DNS        | DNS        | Não avançou | Não avançou | Não avançou | Não avançou | [ 5 ] |

Eventos de campo
| Atleta    | Evento         | Qualificação | Qualificação | Final | Final | Ref.  |
| Atleta    | Evento         | Marca        | Pos.         | Marca | Pos.  | Ref.  |
| --------- | -------------- | ------------ | ------------ | ----- | ----- | ----- |
| EJ Obiena | Salto com vara | 5.75         | 7 Q          | 5.90  | 4     | [ 6 ] |

Feminino
Eventos de pista
| Atleta         | Evento              | Baterias | Baterias | Repescagem | Repescagem | Semifinal   | Semifinal   | Final       | Final       | Ref.  |
| Atleta         | Evento              | Tempo    | Pos.     | Tempo      | Pos.       | Tempo       | Pos.        | Tempo       | Pos.        | Ref.  |
| -------------- | ------------------- | -------- | -------- | ---------- | ---------- | ----------- | ----------- | ----------- | ----------- | ----- |
| Lauren Hoffman | 400 m com barreiras | 57.83    | 8        | 58.28      | 7          | Não avançou | Não avançou | Não avançou | Não avançou | [ 7 ] |

### Boxe
Masculino
| Atleta        | Evento    | Fase de 32           | Oitavas de final         | Quartas de final     | Semifinal            | Final                | Final       | Ref.  |
| Atleta        | Evento    | Adversário Resultado | Adversário Resultado     | Adversário Resultado | Adversário Resultado | Adversário Resultado | Pos.        | Ref.  |
| ------------- | --------- | -------------------- | ------------------------ | -------------------- | -------------------- | -------------------- | ----------- | ----- |
| Carlo Paalam  | Até 57 kg | Bye                  | IRL J Gallagher V 5–0    | AUS C Senior D 2–3   | Não avançou          | Não avançou          | Não avançou | [ 8 ] |
| Eumir Marcial | Até 80 kg | Bye                  | UZB T Khabibullaev D 0–5 | Não avançou          | Não avançou          | Não avançou          | Não avançou | [ 9 ] |

Feminino
| Atleta          | Evento    | Fase de 32           | Oitavas de final     | Quartas de final     | Semifinal             | Final                | Final             | Ref.   |
| Atleta          | Evento    | Adversário Resultado | Adversário Resultado | Adversário Resultado | Adversário Resultado  | Adversário Resultado | Pos.              | Ref.   |
| --------------- | --------- | -------------------- | -------------------- | -------------------- | --------------------- | -------------------- | ----------------- | ------ |
| Aira Villegas   | Até 50 kg | MAR Y Moutaqui V 5–0 | ALG R Boualam V 5–0  | FRA W Lkhadiri V 3–2 | TUR B Çakıroğlu D 0–5 | Não avançou          | Medalha de bronze | [ 10 ] |
| Nesthy Petecio  | Até 57 kg | IND J Lamboria V 5–0 | FRA A Zidani V 4–1   | CHN Xu Z V 5–0       | POL J Szeremeta D 1–4 | Não avançou          | Medalha de bronze | [ 11 ] |
| Hergie Bacyadan | Até 75 kg | —                    | CHN Li Q D 0–5       | Não avançou          | Não avançou           | Não avançou          | Não avançou       | [ 12 ] |

### Esgrima
Feminino
| Atleta            | Evento  | Fase de 64            | Fase de 32           | Oitavas de final     | Quartas de final     | Semifinal            | Final                | Final       | Ref.   |
| Atleta            | Evento  | Adversário Resultado  | Adversário Resultado | Adversário Resultado | Adversário Resultado | Adversário Resultado | Adversário Resultado | Pos.        | Ref.   |
| ----------------- | ------- | --------------------- | -------------------- | -------------------- | -------------------- | -------------------- | -------------------- | ----------- | ------ |
| Samantha Catantan | Florete | BRA M Pistoia V 15–13 | ITA A Errigo D 12–15 | Não avançou          | Não avançou          | Não avançou          | Não avançou          | Não avançou | [ 13 ] |

### Ginástica

#### Artística
Masculino
| Atleta      | Evento           | Qualificação | Qualificação | Qualificação | Qualificação | Qualificação | Qualificação | Qualificação | Qualificação | Final    | Final    | Final    | Final    | Final    | Final    | Final  | Final           | Ref.   |
| Atleta      | Evento           | Aparelho     | Aparelho     | Aparelho     | Aparelho     | Aparelho     | Aparelho     | Total        | Pos.         | Aparelho | Aparelho | Aparelho | Aparelho | Aparelho | Aparelho | Total  | Pos.            | Ref.   |
| Atleta      | Evento           | F            | PH           | R            | V            | PB           | HB           | Total        | Pos.         | F        | PH       | R        | V        | PB       | HB       | Total  | Pos.            | Ref.   |
| ----------- | ---------------- | ------------ | ------------ | ------------ | ------------ | ------------ | ------------ | ------------ | ------------ | -------- | -------- | -------- | -------- | -------- | -------- | ------ | --------------- | ------ |
| Carlos Yulo | Individual geral | 14.766       | 13.066       | 13.000       | 14.800       | 14.533       | 13.466       | 83.631       | 9 Q          | 14.333   | 11.900   | 13.933   | 14.766   | 14.500   | 13.600   | 83.032 | 12              | [ 14 ] |
| Carlos Yulo | Solo             | 14.766       | —            | —            | —            | —            | —            | 14.766       | 2 Q          | 15.000   | —        | —        | —        | —        | —        | 15.000 | Medalha de ouro | [ 14 ] |
| Carlos Yulo | Salto            | —            | —            | —            | 14.683       | —            | —            | 14.683       | 6 Q          | —        | —        | —        | 15.116   | —        | —        | 15.116 | Medalha de ouro | [ 14 ] |

Feminino
| Atleta         | Evento           | Qualificação | Qualificação | Qualificação | Qualificação | Qualificação | Qualificação | Final       | Final       | Final       | Final       | Final       | Final       | Ref.   |
| Atleta         | Evento           | Aparelho     | Aparelho     | Aparelho     | Aparelho     | Total        | Pos.         | Aparelho    | Aparelho    | Aparelho    | Aparelho    | Total       | Pos.        | Ref.   |
| Atleta         | Evento           | V            | UB           | BB           | F            | Total        | Pos.         | V           | UB          | BB          | F           | Total       | Pos.        | Ref.   |
| -------------- | ---------------- | ------------ | ------------ | ------------ | ------------ | ------------ | ------------ | ----------- | ----------- | ----------- | ----------- | ----------- | ----------- | ------ |
| Aleah Finnegan | Individual geral | 13.733       | 12.566       | 11.466       | 12.733       | 50.498       | 47           | Não avançou | Não avançou | Não avançou | Não avançou | Não avançou | Não avançou | [ 15 ] |
| Emma Malabuyo  | Individual geral | 13.266       | 12.500       | 12.233       | 13.100       | 51.099       | 41           | Não avançou | Não avançou | Não avançou | Não avançou | Não avançou | Não avançou | [ 16 ] |
| Levi Ruivivar  | Individual geral | 13.600       | 13.200       | 11.466       | 12.733       | 51.099       | 40           | Não avançou | Não avançou | Não avançou | Não avançou | Não avançou | Não avançou | [ 17 ] |

### Golfe
Feminino
| Atleta             | Evento     | Rodada 1 | Rodada 2 | Rodada 3 | Rodada 4 | Total | Total | Total | Ref.   |
| Atleta             | Evento     | Total    | Total    | Total    | Total    | Total | Par   | Pos.  | Ref.   |
| ------------------ | ---------- | -------- | -------- | -------- | -------- | ----- | ----- | ----- | ------ |
| Bianca Pagdanganan | Individual | 72       | 69       | 73       | 68       | 282   | −6    | =4    | [ 18 ] |
| Dottie Ardina      | Individual | 76       | 72       | 69       | 68       | 285   | −3    | =13   | [ 19 ] |

### Halterofilismo
Masculino
| Atleta      | Evento    | Arranco | Arranco | Arremesso | Arremesso | Total | Pos. | Ref.   |
| Atleta      | Evento    | Result. | Pos.    | Result.   | Pos.      | Total | Pos. | Ref.   |
| ----------- | --------- | ------- | ------- | --------- | --------- | ----- | ---- | ------ |
| John Ceniza | Até 61 kg | 125     | –       | –         | –         | –     | DNF  | [ 20 ] |

Feminino
| Atleta        | Evento    | Arranco | Arranco | Arremesso | Arremesso | Total | Pos. | Ref.   |
| Atleta        | Evento    | Result. | Pos.    | Result.   | Pos.      | Total | Pos. | Ref.   |
| ------------- | --------- | ------- | ------- | --------- | --------- | ----- | ---- | ------ |
| Elreen Ando   | Até 59 kg | 100     | 8       | 130       | 5         | 230   | 6    | [ 21 ] |
| Vanessa Sarno | Até 71 kg | 100     | –       | –         | –         | –     | DNF  | [ 22 ] |

### Judô
Feminino
| Atleta          | Evento    | Primeira fase        | Oitavas              | Quartas              | Semifinais           | Repescagem           | Final / DB           | Final / DB | Ref.   |
| Atleta          | Evento    | Adversário Resultado | Adversário Resultado | Adversário Resultado | Adversário Resultado | Adversário Resultado | Adversário Resultado | Pos.       | Ref.   |
| --------------- | --------- | -------------------- | -------------------- | -------------------- | -------------------- | -------------------- | -------------------- | ---------- | ------ |
| Kiyomi Watanabe | Até 63 kg | CHN Tang J D 00–10   | Não avançou          | Não avançou          | Não avançou          | Não avançou          | Não avançou          | =17        | [ 23 ] |

### Natação
Masculino
| Atleta      | Evento          | Eliminatórias | Eliminatórias | Semifinal   | Semifinal   | Final       | Final       | Ref.   |
| Atleta      | Evento          | Tempo         | Pos.          | Tempo       | Pos.        | Tempo       | Pos.        | Ref.   |
| ----------- | --------------- | ------------- | ------------- | ----------- | ----------- | ----------- | ----------- | ------ |
| Jarod Hatch | 100 m borboleta | 54.66         | 36            | Não avançou | Não avançou | Não avançou | Não avançou | [ 24 ] |

Feminino
| Atleta        | Evento      | Eliminatórias | Eliminatórias | Semifinal | Semifinal | Final       | Final       | Ref.   |
| Atleta        | Evento      | Tempo         | Pos.          | Tempo     | Pos.      | Tempo       | Pos.        | Ref.   |
| ------------- | ----------- | ------------- | ------------- | --------- | --------- | ----------- | ----------- | ------ |
| Kayla Sanchez | 100 m livre | 53.67         | 10 Q          | 54.21     | 15        | Não avançou | Não avançou | [ 25 ] |

### Remo
Feminino
| Atleta         | Evento        | Baterias | Baterias | Repescagem | Repescagem | Quartas | Quartas | Semifinais | Semifinais | Final   | Final | Ref.   |
| Atleta         | Evento        | Tempo    | Pos.     | Tempo      | Pos.       | Tempo   | Pos.    | Tempo      | Pos.       | Tempo   | Pos.  | Ref.   |
| -------------- | ------------- | -------- | -------- | ---------- | ---------- | ------- | ------- | ---------- | ---------- | ------- | ----- | ------ |
| Joanie Delgaco | Skiff simples | 7:56.26  | 4 R      | 7:55.00    | 1 QF       | 7:58.30 | 6 S/CD  | 8.00.18    | 5 FD       | 7:43:53 | 20    | [ 26 ] |

Legenda: FA = Final A (disputa de medalha); FB = Final B (sem disputa de medalha); FC = Final C (sem disputa de medalha); FD = Final D (sem disputa de medalha); FE = Final E (sem disputa de medalha); FF = Final F (sem disputa de medalha); SA/B = Semifinais A/B; SC/D = Semifinais C/D; SE/F = Semifinais E/F; QF = Quartas; R = Repescagem